# Silverbacks d'Atlanta (féminines)
Pour l'équipe masculine voir Silverbacks d'Atlanta.
Maillots
Dernière mise à jour : 25 janvier 2014.
Les Silverbacks Women d'Atlanta (en anglais : Atlanta Silverbacks Women) sont un club professionnel de football (soccer) basé à Atlanta aux États-Unis.
L'équipe évolue en W-League, le plus haut niveau de soccer féminin aux États-Unis.

## Parcours des Silverbacks Women
| Année | Ligue        | Conférence          | Division            | Saisons régulières                                                    | Séries éliminatoires                          |  |
| ----- | ------------ | ------------------- | ------------------- | --------------------------------------------------------------------- | --------------------------------------------- |  |
| 2005  | USL W-League | Conférence de l'Est | Division Atlantique | Termine 3e                                                            | Ne se qualifie pas                            |  |
| 2006  | USL W-League | Conférence de l'Est | Division Atlantique | Termine 5e                                                            | Ne se qualifie pas                            |  |
| 2007  | USL W-League | Conférence de l'Est | Division Atlantique | Termine au 1er rang de la Division et remporte le titre de Conférence | perd en semi-finale, (4e place dans la ligue) |  |
| 2008  | USL W-League | Conférence de l'Est | Division Atlantique | Termine au 1er rang de la Division                                    | perd en finale de conférence                  |  |
| 2009  | USL W-League | Conférence de l'Est | Division Atlantique | Termine au 1er rang de la Division                                    | perd en semi-finale de conférence             |  |
| 2010  | USL W-League | Conférence de l'Est | Division Atlantique | Termine au 1er rang de la Division                                    | Perd en semi-finale, (4e place dans la ligue) |  |
| 2011  | USL W-League | Conférence de l'Est | Division Atlantique | Termine au 1er rang de la Division                                    | Vainqueur du Championnat W-League             |  |
| 2012  | USL W-League | Conférence de l'Est | Division Sud        | Termine au 2e rang de sa Division                                     | Ne se qualifie pas pour les éliminatoires     |  |

## Honneurs de l'équipe féminine des Silverbacks
- USL W-League National Champions 2011
- USL W-League Atlantic Division Champions 2011
- USL W-League Atlantic Division Champions 2010
- USL W-League Atlantic Division Champions 2009
- USL W-League Atlantic Division Champions 2008
- USL W-League Central Conference Champions 2007
- USL W-League Atlantic Division Champions 2007

## Effectif féminin pour la saison 2012
En date du 4 juin 2012.
| N° | Nat.                    | Poste | Nom du joueur           |
| -- | ----------------------- | ----- | ----------------------- |
| 1  | Drapeau de l'Angleterre | G     | Ashley Baker            |
| 2  | Drapeau de l'Angleterre | D     | Rebecca Nolin           |
| 3  | Drapeau de l'Angleterre | D     | Stacey Balaam           |
| 4  | Drapeau des États-Unis  | A     | Emily Dover             |
| 5  | Drapeau des États-Unis  | M     | Jamie Pollock           |
| 6  | Drapeau des États-Unis  | D     | Casey Smith             |
| 8  | Drapeau des États-Unis  | M     | Alexa Newfield          |
| 9  | Drapeau de l'Angleterre | M     | Chloe Elizabeth Roberts |
| 10 | Drapeau des États-Unis  | A     | Rachel Garcia           |
| 11 | Drapeau des États-Unis  | A     | Elizabeth "Libby" Guess |
| 12 | Drapeau des États-Unis  | D     | Kansas Bayly            |

| No. | Nat.                   | Position | Nom du joueur            |
| --- | ---------------------- | -------- | ------------------------ |
| 14  | Drapeau des États-Unis | D        | Ronda Brooks             |
| 15  | Drapeau du Nigeria     | A        | Nkese Udoh               |
| 16  | Drapeau des États-Unis | D        | Bria Washington          |
| 17  | Drapeau des États-Unis | A        | Kristin Summers Burton   |
| 19  | Drapeau des États-Unis | D        | Bailey Powell            |
| 20  | Drapeau des États-Unis | M        | Nicole Locandro          |
| 21  | Drapeau des États-Unis | M        | Leilani Huntley          |
| 24  | Drapeau des États-Unis | G        | Constance "Connie" Organ |
| 28  | Drapeau des États-Unis | M        | Kayleen Duffy            |
|     | Drapeau des États-Unis | D        | Nicole Hill              |
|     | Drapeau des États-Unis | A        | Tiffini Turpin           |

## Équipe technique 2012[3]
- Entraineur-chef : Chris Adams
- Entraîneur-adjoint : 	Greg Chevalier
- Thérapeute sportif : Jason Higgins

## Distinction individuelle
En 2012, l'attaquante Kristin Burton est élue sur l'équipe d'étoiles All-Conference Teams de la W-League.

## Anciennes joueuses
Au cours de son histoire, le club a compté de nombreuses joueuses notables dont plusieurs internationales : 
- Christine Latham
- Sharolta Nonen
- Lyndsey Patterson
- Melissa Tancredi